# Municipio de Santa Lucía Milpas Altas
Municipio de Santa Lucía Milpas Altas är en kommun i Guatemala.   Den ligger i departementet Departamento de Sacatepéquez, i den södra delen av landet, 19 km väster om huvudstaden Guatemala City.